# Kongregace Svatého Ducha pod ochranou Neposkvrněného Srdce Panny Marie
Kongregace Svatého Ducha pod ochranou Neposkvrněného Srdce Panny Marie (latinsky:Congregatio Sancti Spiritus sub tutela Immaculati Cordis Beatissimae Virginis Mariae) je katolický mužský institut zasvěceného života. Členové tohoto institutu bývají nazýváni spiritáni či otcové Svatého Ducha a používají za jménem zkratku CSSp nebo C.S.Sp.

## Vznik kongregace spiritánů a její historie

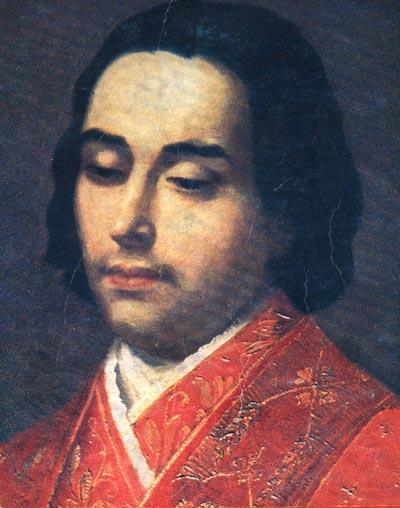
Zakladatel kongregace, Claude-François Poullart des Places

Kongregaci založil mladý klerik renneské diecéze Claude-François Poullart des Places (1679–1709) dne 27. května 1703. Původně se měla věnovat lidovým misiím, ale již v první polovině 18. století se začala orientovat na zahraniční misie. Byla zrušena za francouzské revoluce, dočasně (1804–1809) obnovena za napoleonského režimu, a definitivně v roce 1816. Krátce poté, co v roce 1841 založil konvertita ze židovství François Libermann (1802–1852) novou misionářskou kongregaci Nejsvětějšího Srdce Mariina, rozhodla Kongregace pro nauku víry o sloučení obou institutů a Libermann se stal novým generálním představeným (1848). Rozšířila se jejich misijní činnost mezi černošským obyvatelstvem v Africe i bývalými otroky ve francouzských koloniích ve Střední Americe.

## Současnost
K 31. prosinci 2005 měla kongregace 717 domů a 3.032 řeholníků s doživotními sliby, z nichž 2.235 bylo kněžími.

## Významní členové
- Jacques-Désiré Laval (1803–1864), „apoštol Mauricia“ a první blahoslavený spiritán (1979)
- Daniel Brottier (1876–1936), misionář chudých v Dakaru a správce sirotčince v Auteuil, zakladatel tamní kaple sv. Teresie z Lisieux, blahoslavený 1984 (památka 28. února)
- Ernst Lohner, (1893–1944), farář v Blížejově a Meclově, oběť nacistického věznění
- Paul Koppelberg (1912–1981), iniciátor tříkrálového koledování
- Marcel Lefebvre (1905–1991), první arcibiskup senegalské metropole Dakaru a významný představitel tzv. katolického tradicionalismu
- Godfrey Mary Paul Okoye (1913–1977), biskup Port Harcourt v Nigérii a zakladatel řeholní společnosti Dcer Božské lásky (Daughters of Divine Love, DDL)

## Přehled generálních představených
- Claude-François Poullart des Places (1703–1709)
- Jacques Garnier (1709–1710)
- Louis Bouic (1710–1763)
- Julien-François Becquet (1763–1788)
- Jean-Marie Duflos (1788–1805)
- Jacques Bertout (1805–1832)
- Amable Fourdinier (1832–1845)
- Nicolas Warnet (1845–1845)
- Alexandre Leguay (1845–1848)
- Alexandre-Hippolyte-Xavier Monnet (1848–1848)
- François-Marie-Paul Libermann (1848–1852)
- Ignace Schwindenhammer (1853–1881)
- Frédéric Le Vavasseur (1881–1882)
- Ambroise Emonet (1882–1895)
- Alexandre-Louis-Victor-Aimé Le Roy (1896–1926)
- Louis Le Hunsec (1926–1950)
- Francis Griffin (1950–1962)
- Marcel-François Lefebvre (1962–1968)
- Joseph Lécuyer (1968–1972)
- Frans Timmermans (1972–1986)
- Pierre Haas (1986–1992)
- Pierre Schouver (1992–2004)
- Jean-Paul Hoch (2004–2012)
- John Fogarty (od 2012)